# Foxboro Stadium
Il Foxboro Stadium era un impianto sportivo della città di Foxborough, località appartenente alla contea di Norfolk nello stato del Massachusetts a circa 35 km sud est di Boston, utilizzato per incontri di calcio e football americano.

## Storia
Lo stadio venne inaugurato il 15 agosto 1971 per ospitare le partite casalinghe della squadra dei New England Patriots che milita nella National Football League che aveva disputato le prime undici stagioni 1960-1970 in cui la squadra aveva la denominazione Boston Patriots giocando le proprie partite interne in vari stadi nell'area di Boston in particolare tra le stagioni 1963 e 1968 la squadra ha disputato le sue partite interne al Fenway Park stadio di proprietà della squadra di baseball dei Boston Red Sox che vi giocavano le loro partite interne di Major League Baseball, cheche con i suoi 40000 posti era inadeguato per gli incontri di football americano dopo la fusione AFL-NFL che imponeva alle squadre partecipanti al campionato impianti di almeno 50000 spettatori.
I costi della sua realizzazione furono di poco più di 7 milioni di dollari, senza alcun contributo pubblico, ne del governo locale ne del governo statale. La mancanza di copertura lo rendeva poco confortevole, e specie nella stagione invernale particolarmente freddo ed esposto ai venti.
Per quel che riguarda le squadre di calcio, lo stadio ha ospitato fino al 1975 gli incontri casalinghi dei Boston Astros, squadra della American Soccer League, dal 1974 al 1976 quelli dei Boston Minutemen, squadra della North American Soccer League, dal 1978 al 1980 quelli dei New England Tea Men, squadra che militava nella North American Soccer League e dal 1996 al 2001 dei New England Revolution squadra della Major League Soccer.
Nel 1994 lo stadio ha ospitato sei incontri del Campionato mondiale di calcio, uno del Gruppo C tra Corea e Bolivia, tre del Gruppo D (Argentina-Grecia), (Argentina-Nigeria) e (Nigeria-Grecia), un ottavo di finale tra Italia e Nigeria e l'incontro valevole per i quarti di finale tra Italia e Spagna.
In questo stadio nella partita tra Argentina e Grecia Maradona realizzò il suo ultimo gol in un incontro valevole per la coppa del mondo e sempre in questo stadio la partita tra Argentina e Nigeria è tristemente ricordata in quanto al termine dell'incontro Diego Armando Maradona non superò i controlli antidoping, episodio che segnò l'inizio della fine della sua carriera.
Lo stadio ha anche ospitato nel 1999 cinque incontri del Campionato mondiale femminile di calcio e la finale della Major League Soccer 1996 e 1999.
Lo stadio era inoltre utilizzato per le partite dei Boston College Eagles squadra di football americano di Divisione I della National Collegiate Athletic Association.
Nello stadio si sono esibiti in concerto Madonna, Bob Dylan, i Metallica, i Van Halen, gli Scorpions, i Guns N' Roses, i Pink Floyd e i Rolling Stones.
Lo stadio venne utilizzato fino al termine della stagione 2001 nella quale i New England Patriots si aggiudicarono per la prima volta nella loro storia il Super Bowl. La squadra dei Patriots vincitori della AFC East hanno disputato la loro ultima partita in questo stadio il 19 gennaio 2002, gara in cui ebbero la meglio con il punteggio di 16-13 nell'incontro dei Play-off sulla squadra degli Oakland Raiders rappresentanti della AFC West, partita conosciuta come "Tuck Rule Game", e anche come "Snow Bowl," o "Snow Job",  in quanto venne giocata sotto una tempesta di neve. Con la vittoria, i Patriots si qualificarono per la finale della American Football Conference dove il 27 gennaio batterono nello stadio Heinz Field di Pittsburgh in Pennsylvania i Pittsburgh Steelers per 24-17 qualificandosi per la finale della National Football League disputatasi il 3 febbraio 2002 al Louisiana Superdome di New Orleans dove sconfissero i St. Louis Rams, campioni della NFC, con il punteggio di 20–17 con field goal all'ultimo secondo di Vinatieri, vincendo il loro primo Super Bowl. 
Subito dopo l'ultimo incontro disputatosi il 19 gennaio 2002 lo stadio venne demolito per lasciar posto alla costruzione del Gillette Stadium che ne prese il posto.

### Campionato mondiale di calcio 1994
| Data           | Ora (EDT) | Squadra #1 | Risultato.   | Squadra #2    | Fase del torneo  | Spettatori |
| -------------- | --------- | ---------- | ------------ | ------------- | ---------------- | ---------- |
| 21 giugno 1994 | 12.30     | Argentina  | 4–0          | Grecia        | Gruppo D         | 54456      |
| 23 giugno 1994 | 19.30     | Bolivia    | 0–0          | Corea del Sud | Gruppo C         | 54453      |
| 25 giugno 1994 | 16.00     | Argentina  | 2–1          | Nigeria       | Gruppo D         | 54453      |
| 30 giugno 1994 | 19.30     | Grecia     | 0–2          | Nigeria       | Gruppo D         | 53001      |
| 5 luglio 1994  | 13.00     | Nigeria    | 1–2 (d.t.s.) | Italia        | Ottavi di finale | 54367      |
| 9 luglio 1994  | 12.00     | Italia     | 2–1          | Spagna        | Quarti di finale | 53400      |

### MLS 1996
| Data            | Ora (EDT) | Squadra #1  | Risultato.   | Squadra #2         | Spettatori |
| --------------- | --------- | ----------- | ------------ | ------------------ | ---------- |
| 20 ottobre 1996 | 17.00     | D.C. United | 3–2 (d.t.s.) | Los Angeles Galaxy | 34643      |

### Coppa del mondo di calcio femminile 1999
| Data           | Ora (EDT) | Squadra #1  | Risultato. | Squadra #2     | Fase del torneo | Spettatori |
| -------------- | --------- | ----------- | ---------- | -------------- | --------------- | ---------- |
| 20 giugno 1999 | 16.00     | Norvegia    | 2–1        | Russia         | Gruppo C        | 23298      |
| 20 giugno 1999 | 19.30     | Australia   | 1–1        | Ghana          | Gruppo D        | 14867      |
| 27 giugno 1999 | 16.30     | Messico     | 0–2        | Italia         | Gruppo B        | 50484      |
| 27 giugno 1999 | 19.00     | Stati Uniti | 3-0        | Corea del Nord | Gruppo A        | 50484      |
| 4 luglio 1999  | 19:30     | Norvegia    | 0-5        | Cina           | Semifinale      | 8986       |

### MLS 1999
| Data             | Ora (EDT) | Squadra #1  | Risultato. | Squadra #2         | Spettatori |
| ---------------- | --------- | ----------- | ---------- | ------------------ | ---------- |
| 21 novembre 1999 | 15.00     | D.C. United | 2–0        | Los Angeles Galaxy | 44910      |